# Frédéric Boyer
Pour les articles homonymes, voir Boyer.
Frédéric Boyer, né le 2 mars 1961 à Cannes (France), est un écrivain, traducteur et éditeur français.

## Biographie
Élève de l'École normale supérieure de Fontenay-aux-Roses (promotion 1981) et docteur en littérature comparée (1988), il a enseigné cette dernière à Lyon et à l'université Paris-VII. Ancien directeur éditorial aux éditions Bayard, où il dirigeait des exégèses de textes, il reprend officiellement le 1er juin 2018 la direction des éditions P.O.L dont le créateur, son éditeur et ami Paul Otchakovsky-Laurens, est décédé accidentellement le 2 janvier 2018.
Auteur d’une trentaine d’ouvrages (romans, poèmes, essais et traductions), il a dirigé la traduction de La Bible parue chez Bayard en 2001 en collaboration avec des spécialistes des textes anciens et des langues bibliques, mais également des écrivains tels que Florence Delay, Olivier Cadiot, Jean Echenoz, Jacques Roubaud, Marie N'Diaye, Emmanuel Carrère, François Bon et Valère Novarina,.
Frédéric Boyer a en outre proposé de nouvelles traductions des Confessions de saint Augustin (Les Aveux, P.O.L, 2008) et d’œuvres de Shakespeare : les Sonnets (P.O.L, 2010) et La Tragédie du roi Richard II (P.O.L, 2010), mise en scène en 2010 par Jean-Baptiste Sastre au Festival d’Avignon avec Denis Podalydès dans le rôle principal,. Par ailleurs, il a travaillé avec le compositeur Pascal Dusapin à l'écriture d'un livret de la pièce Macbeth traitée sous la forme d'un opéra, créé en 2019, Macbeth Underworld.
En 2018, il travaille à une nouvelle traduction des Géorgiques de Virgile qui paraît aux éditions Gallimard sous le titre Le Souci de la terre, en 2019,.

## Vie privée
Il était depuis 2000 le compagnon d'Anne Dufourmantelle, psychanalyste et philosophe française, jusqu'à la mort accidentelle de cette dernière le 21 juillet 2017, et le beau-père de ses deux enfants précédents, dont Clara Ysé. Ils ont eu un enfant, Maud, née en 2003. Il a eu trois autres enfants d'une première union, Elsa, Marie et Pauline. En 2022, il se marie avec la comédienne Bénédicte Guilbert, avec qui il a une cinquième fille, Alice.

## Prix littéraires
- Prix du Livre Inter en 1993 pour son roman Des choses idiotes et douces
- Prix Jules-Janin de l’Académie française en 2008 pour sa nouvelle traduction des Confessions de saint Augustin, intitulée Les Aveux

## Œuvres
- La Consolation (1991)
- En prison (1992)
- Des choses idiotes et douces (1993)  prix du Livre Inter 1993[15]
- Comprendre et compatir (1993)
- Comme des anges (1994)
- Le dieu qui était mort si jeune (1995)
- Est-ce que tu m'aimes ? (1995)
- Les Innocents (1995)
- L'ennemi d'amour (1995)
- Arrière, fantômes ! (1996)
- Dieu, le sexe et nous (1996)
- Notre faute (1997)
- Le Vertige des blondes (1998)
- Le Goût du suicide lent (1999)
- Pas aimée (1999)
- Kids (2000)
- Une fée (2000)
- Gagmen (2002)
- La Bible, notre exil (2002)
- Songs (2003)
- Mauvais vivants (2003)
- Mes amis mes amis (2004)
- Nous nous aimons (2004)
- Abraham remix (2005)
- Patraque (2006)
- Vaches (2008)
- Orphée (2009)
- Hammurabi Hammurabi (2009)
- Techniques de l'amour (2010)
- Phèdre les oiseaux (2012)
- Rappeler Roland (2013)
- Dans ma prairie (2014)
- Quelle terreur en nous ne veut pas finir ? (2015)
- Les Yeux noirs (2016)
- Là où le cœur attend (2017)
- Peut-être pas immortelle, poèmes (2018)
- Sous l'éclat des flèches, (Bayard, 2020, 330 p.) (chroniques du journal La Croix)
- Jésus : l'histoire d'une parole (illustrateur : Serge Bloch), Bayard, coll. « BD Religieux », octobre 2020, 291 p. (ISBN 978-2-227-49586-9)
- Le Lièvre (Gallimard, 2021)
- Thomas Römer et Frédéric Boyer, Une Bible peut en cacher une autre : Le conflit des récits, Montrouge, Bayard, 2021, 250 p. (ISBN 978-2-227-49945-4).

### Traduction
- « Premiers » (avec Jean L'Hour), « 1re lettre aux Corinthiens » et « 2e lettre aux Corinthiens » (avec Hugues Cousin), « Lettre aux Éphésiens » et « Lettre aux Colossiens » (avec Michel Garat), « 1re lettre à Thimothée », « 2e lettre à Thimothée » et « Lettre à Tite » (avec André Myre), dans La Bible, Paris, Bayard, 2001.
- Augustin, Les Aveux (2008)
- William Shakespeare, Tragédie du Roi Richard II, (P.O.L, 2010)
- William Shakespeare, Sonnets, (P.O.L, 2010)
- Kâmasûtra (P.O.L, 2015)
- Virgile, Le Souci de la terre, (Gallimard, 2019)
- Évangiles, (Gallimard, 2022)